# Луций Аврелий Кота (консул 144 пр.н.е.)
Вижте пояснителната страница за други личности с името Луций Аврелий Кота.
Луций Аврелий Кота (на латински: Lucius Aurelius Cotta) e политик на Римската република през 2 век пр.н.е.
През 154 пр.н.е. той е народен трибун. През 144 пр.н.е. е избран за консул заедно със Сервий Сулпиций Галба. Бият се против Вириат. Получава проблеми със Сципион Емилиан.